# Чесма Мехмед-паше Соколовића
Чесма Мехмед паше Соколовића се налази прислоњена уз Северозападни бедем Горњег града, у рову испред Унутрашњег утврђења. Евлија Челебија наводи да је чесма подигнута 1576/1577. године, за живота познатог државника Туског царства, Великог везира Мехмед-паше Соколовића. Прецизна позиција чесме се појављује картографским изворима тек у XVIII веку. Најранији приказ потиче са плана из Националне библиотеке у Паризу, с почетка XVIII века. На том плану чесма је приказана као правоугаони објекат са три слободне стране.

## Историјат
Од некада бројних београдских чесама до данас је остала сачувана само ова стара турска чесма поред Дефтердарове капије, у Горњем граду Београдске тврђаве. Делећи судбину утврђења и пратећи њене трансформације, условљена потребама одбране, ова чесма је до данашњих дана доспела у измењеном облику. Међу европским и турским путописцима од XVI до XVIII века, који су имали прилику да посете Београд и горњоградско утврђење, ову чесму једини помиње Евлија Челебија, који 1667. и лоцира је у „хендеку“- опкопу Наринкале (централно утврђење). До 1938. године чесма је била затрпана и тада су изведени први конзерваторски радови на њој.

## Архитектура
Чесма има правоугаону основу, унутар које се налази засведен ентеријер елипсастог облика у који се улази кроз шахт поред чесме. Екстеријер чесме је урађен од правилно обрађених квадера камена, кречњачког порекла. У аутентичном облику све три слободне фасаде чесме су биле декоративно обрађене и на њима су биле постављене луле за воду. У доњем делу се налазио сокл висине 0,7 метара, док је на горњој зони на висини од 3,9 метара постављен венац полукружног профила. Некадашњи изглед фасаде изнад овог венца није познат. Очувана бочна, југоисточна фасада чесме је рашчлањена са једном нишом, дубине око 0,35 метара која је завршена сараценским преломљеним луком. Предња југозападна фасада, као главна је најрепрезентативније обрађена. Рашчлањена је са три нише. Средња ниша је идентична оној на југоисточној бочној фасади и имала је камено корито, од којег је сачувана само задња плоча у равни нише. Средња ниша је фланкирана са две мање, бочне полукружне нише, постављене изнад сокла и украшене са по једном стилизованом представом чемпреса.
Чесма Мехмед паше Соколовића поседује културно-историјске и архитектонске вредности као репрезентативан и уједно један од ретких сачуваних споменика турске архитектуре у Београду.